# Giovanni Andrea Dragoni
Giovanni Andrea Dragoni (Meldola, 1540 - Roma, 1598) fou un compositor italià del Renaixement.
Fou deixeble del cèlebre Palestrina, i el 1576 se'l nomenà, mestre de capella de Sant Joan del Laterà, càrrec que exercí fins a la seva mort, i basílica on fou soterrat el seu cos.
D'aquest compositor es coneixen:
- Madrigali a cinque voci (Venècia, 1575);
- Madrigali a sei voci (Venècia, 1583);
- Villanelle a cinque voci (Venècia, 1588);
- Motetti per tutti i santi dell'anno, a cinque voci (Venècia, 1578);
- Motetti a tre voci (Venècia, 1580);
- una Missa, un Benedictus, etc.